# Unión Deportiva Vecindario
Maillots
L'Unión Deportiva Vecindario est un club de football espagnol basé à Vecindario à Santa Lucía de Tirajana.
Le club joue ses matchs à domicile au Stade municipal de Vecindario.

## Histoire
Le club évolue une seule fois en Segunda División (deuxième division), lors de la saison 2006-2007. A cette occasion, le club se classe 22e et dernier du championnat, avec 9 victoires, 7 nuls et 26 défaites.
Il évolue également pendant 10 saisons en Segunda División B (troisième division) : de 2000 à 2002, puis de 2003 à 2006, et enfin de 2007 à 2012.
Il atteint les 32e de finales de la Copa del Rey à deux reprises : lors de la saison 2003-2004 puis à nouveau lors de la saison 2004-2005.

## Palmarès
| Compétitions nationales                                |
| ------------------------------------------------------ |
| - Championnat d'Espagne D4 (1) : - Champion : 2002-03. |